# Francisco de Guisa
Francisco I de Lorena (Bar-le-Duc, 24 de febrero de 1519 - Orleans, 18 de febrero de 1563) fue el segundo Duque de Guisa (1520-1563), conde y luego duque de Aumale, par de Francia, marqués de Mayena, barón y luego príncipe de Joinville, gran chambelán de Francia y gran maestre de Francia.

## Primeros años
Nació en el castillo de Bar-le-Duc en 1519. Era el primogénito de Claudio de Lorena y de Antonieta de Borbón-Vendome. Su hermana, María de Guisa, fue la esposa de Jacobo V de Escocia y la madre de María I de Escocia. Su hermano menor fue Carlos, cardenal de Lorena. Fue primo de Enrique II de Francia, con el que fue criado. Fue un individuo prominente de Francia, aunque sus detractores enfatizaron su origen "extranjero", por ser del ducado de Lorena.
En 1545 durante la Guerra italiana de 1542-1546, fue herido gravemente en el Segundo Sitio de Boulogne contra los ingleses, pero se recuperó. Fue golpeado con una lanza a través de los barrotes de su casco. La punta de acero le perforó ambas mejillas. Se mantuvo firme en la silla del caballo y regresó sin ayuda a su tienda. El cirujano pensó que se moriría de dolor cuando le extrajesen el hierro, pero actuó como si solamente le hubieran arrancado un pelo de su cabeza. Francisco de Lorena tuvo siempre las cicatrices de esa herida.
Se casó el 29 de abril de 1548 con Ana de Este, hija de Hércules II de Este, duque de Ferrara, de Módena y de Reggio, y de Renata de Francia, hija de Luis XII de Francia.

## Carrera militar
En 1551 fue nombrado gran chambelán de Francia. En abril de 1552, fue nombrado gobernador de Metz por Enrique II. Ganó fama internacional cuando defendió con éxito la ciudad de Metz durante el asedio llevado a cabo por el emperador Carlos V entre el 31 de octubre de 1552 y el 15 de enero de 1553. En 1554 durante la Guerra italiana de 1551-1559, con Gaspar de Saulx-Tavannes, derrotó de nuevo a las tropas imperiales en la batalla de Renty. En 1556 se firmó la Tregua de Vaucelles con el Sacro Imperio.
Entre 1556 y 1557 realizó una expedición militar a Italia, a instancias del papa Pablo IV, que fracasó en el intento de invadir el reino de Nápoles, defendida por el duque de Alba, y no pudo tomar la fortaleza de Civitella. Tras la derrota del condestable Anne de Montmorency por los españoles en la Batalla de San Quintín de 1557, fue llamado de nuevo a Francia y se le nombró teniente general del reino.
Comandó la reconquista de Calais en 1558 a Inglaterra, el 7 de enero de 1558. Esto le dio una gran fama en Francia. Ese verano conquistó también Thionville y Arlon, devueltas las dos ciudades al año siguiente a los Países Bajos Españoles. Estaba preparado para avanzar a Luxemburgo cuando se firmó la Paz de Cateau-Cambrésis. En el reinado de Enrique II, Francisco de Guisa fue la principal figura militar de Francia. Era cortés, afable y franco. Fue conocido popularmente como el "gran duque de Guisa", como también le llamaba Pierre de Bourdeille, señor de Brantôme.
Su sobrina María se casó con el delfín Francisco de Francia, el 10 de julio de 1559. A la muerte de Enrique II, Francisco II, casado con su sobrina, ascendió al trono. Esto fue un triunfo para la Casa de Guisa y el gran maestre de Francia, Montmorency, fue expulsado de la corte. El duque de Guisa y su hermano, Carlos, cardenal de Lorena, formaban la parte más importante del consejo real.

## Guerras de religión francesas
Para acabar con la corte católica de los Guisa se organizó, en 1560, la Conjura de Amboise. El propósito era caputar a Francisco de Guisa y a su hermano Carlos, cardenal de Lorena. Se trató de una conspiración de los hugonotes con apoyo de los protestantes ingleses. Estuvo dirigida por Jean du Barry, señor de La Renaudie, noble del Périgord, posiblemente a instancias de Luis, príncipe de Condé. La trama, mal organizada, se pospuso seis días y fue descubierta por el tribunal con bastante anticipación. El 12 de marzo de 1560, los hugonotes asaltaron el castillo de Amboise, a donde los Guisa habían trasladado a los reyes para su seguridad. El levantamiento fue reprimido violentamente, con 1200 ejecutados, muchos de los cuales junto al castillo. Inmediatamente después, el príncipe de Condé se vio obligado a huir de la corte y el poder de los Guisa se hizo más grande. El discurso que Gaspar de Coligny, líder de los hugonotes, pronunciado contra los Guisa en la asamblea de notables en Fontainebleau, en agosto de 1560, no influyó en lo más mínimo en el rey Francisco II, que procedió al encarcelamiento de Condé, a instancias de Carlos.
Francisco II murió el 5 de diciembre de 1560, por lo que María y los Guisa pasaron a tener escasa importancia política. Fue sucedido por Carlos IX de Francia.
La regente, Catalina de Médici, se inclinó primero a favor de los protestantes. Para defender la causa católica, el duque de Guisa, junto con su antiguo enemigo, el condestable Montmorency y el mariscal de Saint-André, formaron un triunvirato que se opuso a la política de concesiones a los protestantes de Catalina. El plan del triunvirato fue tratar con el rey Felipe II de España y con la Santa Sede, así como llegar a acuerdos con los príncipes luteranos de Alemania para que abandonasen la idea de sustituir a los protestantes franceses. Hacia julio de 1561, Guisa escribió sobre esto al duque de Württemberg. La Conferencia de Poissy, entre septiembre y octubre de 1561, entre teólogos católicos y protestantes, fue infructuosa y la política de conciliación de Catalina de Médici fracasó. Del 15 al 18 de febrero de 1562, Guisa visitó al duque de Württemberg en Saverne y le convenció de que la Conferencia de Poissy había fracasado por culpa de los calvinistas. 
El 1 de marzo de 1562, Guisa provocó una matanza en la localidad de Wassy, en la provincia de Champaña, por la que resultaron masacrados unos 80 cristianos hugonotes que estaban reunidos en una granja celebrando su culto. Esta matanza representa el inicio de la primera de las ocho guerras de religión que diezmaron Francia en la segunda mitad del siglo XVI. En septiembre los hugonotes se defendieron en Bourges.
Francisco de Guisa, Anne de Montmorrency y Jacques d'Albon de Saint-André derrotaron a los hugonotes de Condé y Coligny en la Batalla de Dreux, el 19 de septiembre de 1562. Ruan fue tomada por los hugonotes, pero fue recuperada por Guisa en octubre, tras un mes de asedio. 
Orleans también era una plaza de los hugonotes. En diciembre de 1562 Guisa trató de recuperar Orleans, pero fue asesinado el 18 de febrero de 1563 de un pistoletazo que le disparó el hugonote Jean de Poltrot de Méré, probablemente por orden de Gaspar de Coligny y estimulado por Teodoro Beza, famoso predicador. Este asesinato, que después sería vengado a través de la llamada matanza de San Bartolomé, fue pagado con el dinero de Isabel. Muerto Francisco de Guisa, finalizó aquella etapa de las guerras de religión por el Edicto de Amboise de 19 de marzo de 1563.

## Matrimonio y descendencia
Francisco de Guisa contrajo matrimonio el 29 de abril de 1548 con Ana de Este, hija de Hércules II de Este, duque de Ferrara, y de Renata de Francia. La boda se celebró en Saint-Germain-en-Laye. Tuvieron siete hijos, de los que cuatro tuvieron gran relevancia en su época:
- Enrique I (1550-1588), duque de Guisa.
- Catalina María (1552-1596), casada en 1570 con Luis de Borbón (1513-1582), duque de Montpensier.
- Carlos (1554-1611), duque de Mayena.
- Luis (1555-1588), cardenal de Guisa.
- Antonio (1557-1560).
- Francisco (1559-1573).
- Maximiliano (1562-1567).

## Ascendencia
|  |                                               |  |  |  |  |  |  |  |  |  |  |  |  |  |  |  |
|  | 16. Antonio de Vaudémont                      |  |  |  |  |  |  |  |  |  |  |  |  |  |  |  |
|  |                                               |  |  |  |  |  |  |  |  |  |  |  |  |  |  |  |
|  |                                               |  |  |  |  |  |  |  |  |  |  |  |  |  |  |  |
|  | 8. Federico II de Vaudémont                   |  |  |  |  |  |  |  |  |  |  |  |  |  |  |  |
|  |                                               |  |  |  |  |  |  |  |  |  |  |  |  |  |  |  |
|  |                                               |  |  |  |  |  |  |  |  |  |  |  |  |  |  |  |
|  | 17. María, Condesa de Harcourt                |  |  |  |  |  |  |  |  |  |  |  |  |  |  |  |
|  |                                               |  |  |  |  |  |  |  |  |  |  |  |  |  |  |  |
|  |                                               |  |  |  |  |  |  |  |  |  |  |  |  |  |  |  |
|  | 4. Renato II de Lorena                        |  |  |  |  |  |  |  |  |  |  |  |  |  |  |  |
|  |                                               |  |  |  |  |  |  |  |  |  |  |  |  |  |  |  |
|  |                                               |  |  |  |  |  |  |  |  |  |  |  |  |  |  |  |
|  | 18. Renato I de Nápoles                       |  |  |  |  |  |  |  |  |  |  |  |  |  |  |  |
|  |                                               |  |  |  |  |  |  |  |  |  |  |  |  |  |  |  |
|  |                                               |  |  |  |  |  |  |  |  |  |  |  |  |  |  |  |
|  | 9. Yolanda de Anjou                           |  |  |  |  |  |  |  |  |  |  |  |  |  |  |  |
|  |                                               |  |  |  |  |  |  |  |  |  |  |  |  |  |  |  |
|  |                                               |  |  |  |  |  |  |  |  |  |  |  |  |  |  |  |
|  | 19. Isabel de Lorena                          |  |  |  |  |  |  |  |  |  |  |  |  |  |  |  |
|  |                                               |  |  |  |  |  |  |  |  |  |  |  |  |  |  |  |
|  |                                               |  |  |  |  |  |  |  |  |  |  |  |  |  |  |  |
|  | 2. Claudio I de Guisa                         |  |  |  |  |  |  |  |  |  |  |  |  |  |  |  |
|  |                                               |  |  |  |  |  |  |  |  |  |  |  |  |  |  |  |
|  |                                               |  |  |  |  |  |  |  |  |  |  |  |  |  |  |  |
|  | 20. Arnold, Duque de Güeldres                 |  |  |  |  |  |  |  |  |  |  |  |  |  |  |  |
|  |                                               |  |  |  |  |  |  |  |  |  |  |  |  |  |  |  |
|  |                                               |  |  |  |  |  |  |  |  |  |  |  |  |  |  |  |
|  | 10. Adolfo, Duque de Güeldres                 |  |  |  |  |  |  |  |  |  |  |  |  |  |  |  |
|  |                                               |  |  |  |  |  |  |  |  |  |  |  |  |  |  |  |
|  |                                               |  |  |  |  |  |  |  |  |  |  |  |  |  |  |  |
|  | 21. Catalina de Cleves                        |  |  |  |  |  |  |  |  |  |  |  |  |  |  |  |
|  |                                               |  |  |  |  |  |  |  |  |  |  |  |  |  |  |  |
|  |                                               |  |  |  |  |  |  |  |  |  |  |  |  |  |  |  |
|  | 5. Felipa de Güeldres                         |  |  |  |  |  |  |  |  |  |  |  |  |  |  |  |
|  |                                               |  |  |  |  |  |  |  |  |  |  |  |  |  |  |  |
|  |                                               |  |  |  |  |  |  |  |  |  |  |  |  |  |  |  |
|  | 22. Carlos I de Borbón                        |  |  |  |  |  |  |  |  |  |  |  |  |  |  |  |
|  |                                               |  |  |  |  |  |  |  |  |  |  |  |  |  |  |  |
|  |                                               |  |  |  |  |  |  |  |  |  |  |  |  |  |  |  |
|  | 11. Catalina de Borbón                        |  |  |  |  |  |  |  |  |  |  |  |  |  |  |  |
|  |                                               |  |  |  |  |  |  |  |  |  |  |  |  |  |  |  |
|  |                                               |  |  |  |  |  |  |  |  |  |  |  |  |  |  |  |
|  | 23. Inés de Borgoña                           |  |  |  |  |  |  |  |  |  |  |  |  |  |  |  |
|  |                                               |  |  |  |  |  |  |  |  |  |  |  |  |  |  |  |
|  |                                               |  |  |  |  |  |  |  |  |  |  |  |  |  |  |  |
|  | 1. Francisco de Guisa                         |  |  |  |  |  |  |  |  |  |  |  |  |  |  |  |
|  |                                               |  |  |  |  |  |  |  |  |  |  |  |  |  |  |  |
|  |                                               |  |  |  |  |  |  |  |  |  |  |  |  |  |  |  |
|  | 24. Luis, Conde de Vendôme                    |  |  |  |  |  |  |  |  |  |  |  |  |  |  |  |
|  |                                               |  |  |  |  |  |  |  |  |  |  |  |  |  |  |  |
|  |                                               |  |  |  |  |  |  |  |  |  |  |  |  |  |  |  |
|  | 12. Juan VIII de Vendôme                      |  |  |  |  |  |  |  |  |  |  |  |  |  |  |  |
|  |                                               |  |  |  |  |  |  |  |  |  |  |  |  |  |  |  |
|  |                                               |  |  |  |  |  |  |  |  |  |  |  |  |  |  |  |
|  | 25. Juana de Laval                            |  |  |  |  |  |  |  |  |  |  |  |  |  |  |  |
|  |                                               |  |  |  |  |  |  |  |  |  |  |  |  |  |  |  |
|  |                                               |  |  |  |  |  |  |  |  |  |  |  |  |  |  |  |
|  | 6. Francisco de Vendôme                       |  |  |  |  |  |  |  |  |  |  |  |  |  |  |  |
|  |                                               |  |  |  |  |  |  |  |  |  |  |  |  |  |  |  |
|  |                                               |  |  |  |  |  |  |  |  |  |  |  |  |  |  |  |
|  | 26. Luis de Beauveau                          |  |  |  |  |  |  |  |  |  |  |  |  |  |  |  |
|  |                                               |  |  |  |  |  |  |  |  |  |  |  |  |  |  |  |
|  |                                               |  |  |  |  |  |  |  |  |  |  |  |  |  |  |  |
|  | 13. Isabel de Beauveau                        |  |  |  |  |  |  |  |  |  |  |  |  |  |  |  |
|  |                                               |  |  |  |  |  |  |  |  |  |  |  |  |  |  |  |
|  |                                               |  |  |  |  |  |  |  |  |  |  |  |  |  |  |  |
|  | 27. Margarita de Chabley                      |  |  |  |  |  |  |  |  |  |  |  |  |  |  |  |
|  |                                               |  |  |  |  |  |  |  |  |  |  |  |  |  |  |  |
|  |                                               |  |  |  |  |  |  |  |  |  |  |  |  |  |  |  |
|  | 3. Antonieta de Borbón-Vendome                |  |  |  |  |  |  |  |  |  |  |  |  |  |  |  |
|  |                                               |  |  |  |  |  |  |  |  |  |  |  |  |  |  |  |
|  |                                               |  |  |  |  |  |  |  |  |  |  |  |  |  |  |  |
|  | 28. Luis de Luxemburgo                        |  |  |  |  |  |  |  |  |  |  |  |  |  |  |  |
|  |                                               |  |  |  |  |  |  |  |  |  |  |  |  |  |  |  |
|  |                                               |  |  |  |  |  |  |  |  |  |  |  |  |  |  |  |
|  | 14. Pedro II, conde de Saint-Pol              |  |  |  |  |  |  |  |  |  |  |  |  |  |  |  |
|  |                                               |  |  |  |  |  |  |  |  |  |  |  |  |  |  |  |
|  |                                               |  |  |  |  |  |  |  |  |  |  |  |  |  |  |  |
|  | 29. Juana de Bar                              |  |  |  |  |  |  |  |  |  |  |  |  |  |  |  |
|  |                                               |  |  |  |  |  |  |  |  |  |  |  |  |  |  |  |
|  |                                               |  |  |  |  |  |  |  |  |  |  |  |  |  |  |  |
|  | 7. María de Luxemburgo, Condesa de Vendôme    |  |  |  |  |  |  |  |  |  |  |  |  |  |  |  |
|  |                                               |  |  |  |  |  |  |  |  |  |  |  |  |  |  |  |
|  |                                               |  |  |  |  |  |  |  |  |  |  |  |  |  |  |  |
|  | 30. Luis de Saboya                            |  |  |  |  |  |  |  |  |  |  |  |  |  |  |  |
|  |                                               |  |  |  |  |  |  |  |  |  |  |  |  |  |  |  |
|  |                                               |  |  |  |  |  |  |  |  |  |  |  |  |  |  |  |
|  | 15. Margarita de Saboya, Condesa de Saint-Pol |  |  |  |  |  |  |  |  |  |  |  |  |  |  |  |
|  |                                               |  |  |  |  |  |  |  |  |  |  |  |  |  |  |  |
|  |                                               |  |  |  |  |  |  |  |  |  |  |  |  |  |  |  |
|  | 31. Ana de Lusignan                           |  |  |  |  |  |  |  |  |  |  |  |  |  |  |  |
|  |                                               |  |  |  |  |  |  |  |  |  |  |  |  |  |  |  |
|  |                                               |  |  |  |  |  |  |  |  |  |  |  |  |  |  |  |

## Sucesión
| Predecesor: Claudio I | Duque de Guisa Príncipe de Joinville 1520-1563 | Sucesor: Enrique I  |
| Predecesor: Claudio I | Marqués de Mayena                              | Sucesor: Claudio II |